# 烏賈雷
40°31′06″N 47°39′15″E / 40.51833°N 47.65417°E
烏賈雷是阿塞拜疆的城鎮，也是烏賈雷區的首府，位於該國中部，距離首都巴庫250公里，始建於1941年，海拔高度17米，主要經濟活動有食品業、建築材料和農產品加工業，2010年人口17,042。

## 外部連結
- World Gazetteer: Azerbaijan （页面存档备份，存于） – World-Gazetteer.com